# Sjef Barbiers
Lambertus Christiaan Jozef (Sjef) Barbiers (Amsterdam, 23 augustus 1959) is een Nederlandse taalkundige. Hij is gespecialiseerd in comparatieve syntaxis, onderzoek naar variatie in de zinsbouw van het Nederlands en zijn dialecten vanuit taaltheoretisch perspectief.

## Carrière
Barbiers promoveerde in 1995 in Leiden op het proefschrift The Syntax of Interpretation. Van 2000-2016 werkte hij als senior-onderzoeker variatielinguïstiek aan het Meertens Instituut (Koninklijke Nederlande Akademie van Wetenschappen) in Amsterdam. Van 2005 tot 2015 was hij tevens bijzonder hoogleraar Variatielinguïstiek van het Nederlands aan de Universiteit Utrecht. Sinds 2016 is hij hoogleraar Nederlandse Taalkunde aan de Universiteit Leiden.

## Onderzoek en publicaties
Barbiers was de wetenschappelijk leider van het Nederlands-Vlaamse onderzoeksproject Syntactische Atlas van de Nederlandse Dialecten (SAND; 2000-2005), co-auteur van de twee syntactische atlassen die uit dit project zijn voortgekomen en verantwoordelijk voor de daaraan ten grondslag liggende database en software-tools (DynaSAND). Hij was leider van het onderzoeksproject European Dialect Syntax (2005-2011). Hij was ook een van de wetenschappelijke leiders van het Maps and Grammar project (2013-2018) waarin onderzoek werd gedaan naar de relatie tussen de geografische distributie van syntactische variabelen en natuurlijke taal als een cognitief systeem. Sinds 2014 is hij een van de wetenschappelijke leiders van de nationale digitale-onderzoeksinfrastructuurprojecten CLARIAH en CLARIAH Plus.
Barbiers publiceerde (onder meer) over syntactische verdubbeling, werkwoordssyntaxis, spiegeleffecten, focuspartikels, de syntaxis van zelfstandignaamwoordsgroepen, lange-afstandsverplaatsing, adverbia, het telwoord één, en de verwerving van telwoorden. Het centrale idee van zijn werk over syntactische verdubbeling is dat verdubbeling noodzakelijk is om predicatierelaties uit te drukken. Deze interpretatieve eis aan syntactische structuur wordt vaak aan het zicht onttrokken door de tendens tot vermijding van redundantie in de uitspelling van syntactische structuren. Deze wisselwerking tussen interpretatie, zinsbouw en uitspelling is een belangrijke bron van syntactische verschillen tussen talen.